# Aimone I di Challant
Aimone I di Challant (... – Aosta, 1147) (in francese, Aymon I de Challant) fu un nobile valdostano appartenente alla famiglia Challant.

## Biografia
Aimone I è generalmente considerato figlio del suo predecessore Bosone I d'Aosta. In tempi passati si era anche ritenuto che egli avesse potuto essere figlio dei contemporanei Ranieri I († 1135) o Guglielmo IV del Monferrato († 1100)
Aimone fu il primo visconte d'Aosta ad essere ufficialmente qualificato come tale tramite un atto ufficiale emerso il quarto venerdì del mese di novembre del 1127. Aimone viene citato nuovamente in un atto del 1134 quando viene chiamato ad assistere ad un atto in cui Erberto, vescovo di Aosta (1126 - 1138/1139), concede i diritti su un ruscello con tutti i diritti ed i privilegi nel rispetto dei canoni, alla Collegiata Saint-Ours. Nel 1137 controfirmò la donazione fatta dal suo signore, il conte Amedeo III di Savoia ai monaci di Mont Joux.
Aimone è ancora presente in un atto del 1147 quando Amedeo III, il figlio Umberto e il fratello Rinaldo prevosto di Saint-Maurice d'Agaune, rinuncia ai propri diritti sulla nomina dei vescovi di Aosta. Lo storico Alessandro Barbero ha identificato Aimone d'Aosta con l'"Aimo" che resse la cancelleria di Aosta dal 1125 al 1147 e quindi come successore del suo predecessore anche a questa carica.